# Emergency Medical Services Authority
L'Emergency Medical Services Authority (EMSA) est le principal service d'aide médicale urgente de l'Oklahoma, aux États-Unis. Créé en 1977, elle joue un rôle important lors de l'attentat d'Oklahoma City de 1995.